# Hypena assimilis
Hypena assimilis là một loài bướm đêm trong họ Erebidae.